# 黄联土林
黄联土林位于四川省西昌市城南30公里的黄联关镇，位于安宁河左岸，面积约370多亩。土林状若云南路南石林，质地却是含钙质的黄土。景点内拥有造型各异的岩石。